# سهیر البابلی
سهیر البابلی (به عربی: سهير البابلي) (۱۴ فوریه ۱۹۳۷ – ۲۱ نوامبر ۲۰۲۱) بازیگر اهل مصر بود. او چهار بار ازدواج کرده‌است که همسر دوم او منیر مراد بود.